# District de Farrukhabad
Le district de Farrukhabad (en hindi : फ़र्रुख़ाबाद ज़िला) est l'un des districts de la division de Kanpur dans l'État de l'Uttar Pradesh en Inde.

## Géographie
La capitale du district est la ville de Fatehgarh. 
La superficie du district est de 2 181 km2 et la population au recensement de 2011 s'élève à 1 885 204 habitants.
Le taux d'alphabétisation s'élève à 72%.